# Nationaal Coördinator Terrorismebestrijding en Veiligheid
Nationaal Coördinator Terrorismebestrijding en Veiligheid (NCTV) is een instantie van de Nederlandse overheid die in 2012 werd ingesteld om Nederland te beschermen tegen bedreigingen die de maatschappij kunnen ontwrichten. Samen met partners binnen overheid, wetenschap en bedrijfsleven zorgt de NCTV ervoor dat de Nederlandse vitale infrastructuur veilig is én blijft. Sinds de oprichting van de NCTV is er binnen de Rijksoverheid één organisatie verantwoordelijk voor terrorismebestrijding, cyber security, nationale veiligheid en crisisbeheersing. De focus ligt op het voorkomen en beperken van maatschappelijke ontwrichting. De NCTV valt onder het ministerie van Justitie en Veiligheid.
De NCTV is de voortzetting van de in 2004 opgerichte Nationaal Coördinator Terrorismebestrijding (NCTb). De NCTb werd opgericht om de activiteiten van politie, justitie, veiligheidsdiensten (bijvoorbeeld de AIVD) en andere organisaties op het gebied van de terrorismebestrijding te coördineren. Na samenvoeging met de Directie Nationale Veiligheid en het Computer Emergency Response Team (GOVCERT.NL) is er per 1 oktober 2012 sprake van de organisatie NCTV. GOVCERT.NL werd per die datum onderdeel van het Nationaal Cyber Security Centrum, dat op zijn beurt onderdeel was van de NCTV. Sinds 1 januari 2019 is het NCSC een zelfstandige dienst en valt het niet meer onder de NCTV.

## Taken
In Nederland zijn in totaal ongeveer twintig instanties betrokken bij de bestrijding van terrorisme. De NCTV moet ervoor zorgen dat al deze organisaties op een effectieve manier informatie uitwisselen en effectief samenwerken.
De NCTV heeft de volgende deeltaken:
- combineren, analyseren en verdelen van informatie van inlichtingendiensten en andere bronnen, zodat men goed weet welke dreigingen er zijn.
- ontwikkelen van beleid voor terrorismebestrijding. Dit omvat zowel de tegenacties tegen terroristische acties als internationale samenwerking en de communicatie met overheidsorganen, bedrijfsleven en het gewone publiek.
- regisseren van de samenwerking van de verschillende partijen die betrokken zijn bij terrorismebestrijding, zowel in de voorbereiding (structureel) als in reactie op incidenten. Ook de voorlichting en woordvoering over terrorismebestrijding horen hierbij.
- onderhouden, uitvoeren en vernieuwen van het nationaal stelsel van bewaken en beveiligen.
- beveiligen van de burgerluchtvaart en de inspectie op de beveiliging.

## Dreigingsniveaus
De NCTV hanteert in het Dreigingsbeeld Terrorisme Nederland (DTN) aan de hand van vele factoren vijf niveaus van oplopende dreiging.
De dreigingsniveaus worden aangeduid met de nummers 1 tot en met 5, ter kwalificering van de bandbreedte van het ingeschatte risico dat Nederland te maken zou kunnen krijgen met terroristische aanslagen.

## Organisatie
De NCTV beschikt over de volgende organisatieonderdelen:
| Directie of dienst                                 | Beschrijving |
| -------------------------------------------------- | --- |
| Directie Analyse en Strategie                      | De afdeling analyse heeft continu een zo compleet en actueel mogelijk beeld van alle risico’s en dreigingen voor de nationale veiligheid. De afdeling strategie richt zich op de 'hoofdstrategieën' op het gebied van Nationale Veiligheid, CT en Cyber. Binnen deze directie zijn verder de internationale functie en de juridische functie ondergebracht. |
| Directie Contraterrorisme                          | In ontwikkeling. |
| Directie Bewaking, Beveiliging en Burgerluchtvaart | De directie - kortweg omgedoopt tot 'DB3' - draagt zorg voor het stelsel bewaken en beveiligen, de beveiliging van de burgerluchtvaart, het stelsel inzet speciale eenheden (DSI), de Renegade procedure en het Alerteringssysteem Terrorismebestrijding (ATb). |
| Directie Weerbaarheidsverhoging                    | De directie levert bijdragen die ontwrichting van de maatschappij moeten voorkomen. Daarvoor richt de directie zich op het afwentelen van gevaar, het weerbaarder maken van de samenleving, het beperken van de gevolgen en het herstellen van schade. De directie is verantwoordelijk voor de Wet Veiligheidsregio's, Brandweerdossiers, Stelsel Crisisbeheersing, Generieke Veiligheid en Nationale Academie voor Crisisbeheersing (NAC).                           |
| Directie Cyber Security                            | De directie verzorgt de parlementaire aangelegenheden van het cyberdossier, draagt bij aan de ontwikkeling van wet- en regelgeving en werkt actief aan de verdere invulling van de cyber-security-strategie. Het Nationaal Cyber Security Centrum is hét kennis- en expertisecentrum op het gebied van cyber security, geeft invulling aan de CERT- (of emergency-response-)taak en is verantwoordelijk voor de crisiscoördinatie in het geval van een cyberincident. |
| Nationaal Crisis Centrum (NCC)                     | Het NCC vormt in de warme fase de basis van de crisisorganisatie op rijksniveau. Ten tijde van opschaling organiseert en coördineert het NCC alle processen binnen de rijkscrisisstructuur. Van signalering, informatie-inwinning, voorbereiding, crisiscommunicatie en advisering tot aan het faciliteren van besluitvorming door het MCCB. In de koude fase vinden vooral de preparatie en voorbereiding op de respons in de warme fase plaats.                     |
| Landelijk Operationeel Crisis Centrum (LOCC)       | Het LOCC maakt deel uit van de nationale crisisbesluitvormingsstructuur en draagt hierbij zorg voor het aanleveren van het multidisciplinair Landelijk Operationeel Beeld en het operationeel advies bij nationale en internationale incidenten, crises, rampen en grootschalige evenementen. Het LOCC coördineert nationale en internationale bijstand, met inbegrip van de bijstand, bedoeld in de Wet veiligheidsregio’s en de Politiewet 2012.                    |

## Aanverwante instanties
Op het gebied van terrorismebestrijding zijn verder de volgende instanties actief:
- De Raad voor de Nationale Veiligheid (RNV) staat onder leiding van de minister-president en zorgt voor de politieke afstemming.
- Het Gezamenlijk Comité Terrorismebestrijding (GCT) bereidt het overleg voor. Hierin zitten vertegenwoordigers van de betrokken ministeries en overheidsdiensten.
- De Europese Unie heeft een veiligheidscoördinator aangesteld. Dat is sedert 2007 Gilles de Kerchove. Deze zorgt voor de afstemming in Europees verband.

## Functionarissen
Nationaal Coördinator Terrorismebestrijding en Veiligheid:
- Tjibbe Joustra (27 april 2004 – 1 januari 2009)[4]
- Erik Akerboom (1 april 2009 – 1 december 2012)[5]
- Dick Schoof (1 maart 2013 – 19 november 2018)[6][7]
- Pieter-Jaap Aalbersberg (1 februari 2019 – heden)[8]

## Kritiek en controverse
Vanuit de MIVD werd in een rapport in 2006 kritiek geuit op de toenmalige NCTb. Zo werd gesteld dat de organisatie dreigt uit te groeien tot een zelfstandige inlichtingendienst die de internationale contacten van andere Nederlandse veiligheidsdiensten kan verstoren.
De NCTV noemde de organisatie MRWN in Dreigingsbeeld Terrorisme Nederland in 2020 een "politiek-salafistische aanjager". MRWN heeft om deze reden een rechtszaak aangespannen tegen de NCTV. Op 3 mei 2022 heeft het Gerechtshof Den Haag geoordeeld dat MRWN niet langer in verband gebracht mag worden met extremisme en het verspreiden van ondemocratisch gedachtegoed, daarnaast is de NCTV veroordeeld tot het betalen van de proceskosten van 6000 euro. Dit is de enige rechtszaak die de NCTV ooit verloor in de geschiedenis van haar bestaan. De NCTV heeft op 18 mei 2022 een rectificatie op de website geplaatst.
In juli 2012 beëindigde de NCTV zijn activiteiten om tendensen op internet te monitoren, nadat de Autoriteit Persoonsgegevens (AP) had geoordeeld dat daar geen voldoende wettelijke grondslag voor was. Om dit weer mogelijk te maken kwam er de "Wet coördinatie terrorismebestrijding en nationale veiligheid" die in december 2023 gepubliceerd werd. Daarin is bepaald dat het monitoren van het internet alleen nog mag plaatsvinden voor de coördinatietaak van de NCTV en niet meer voor de inmiddels geschrapte analysetaak. De wet bepaalt dat bij dit monitoren ook (bijzondere) persoonsgegevens verwerkt mogen worden.